# Sentharapatti
Sentharapatti è una suddivisione dell'India, classificata come town panchayat, di 13.891 abitanti, situata nel distretto di Salem, nello stato federato del Tamil Nadu. In base al numero di abitanti la città rientra nella classe IV (da 10.000 a 19.999 persone).

## Geografia fisica
La città è situata a 11° 26' 57 N e 78° 31' 28 E.

## Società

### Evoluzione demografica
Al censimento del 2001 la popolazione di Sentharapatti assommava a 13.891 persone, delle quali 6.890 maschi e 7.001 femmine. I bambini di età inferiore o uguale ai sei anni assommavano a 1.508, dei quali 805 maschi e 703 femmine. Infine, coloro che erano in grado di saper almeno leggere e scrivere erano 7.872, dei quali 4.489 maschi e 3.383 femmine.